# Fadrique Álvarez de Toledo y Enríquez de Quiñones
Fadrique Álvarez de Toledo y Enríquez de Quiñones (1460-1531), II Duc d'Alba des del 1488 fou Marquès de Còria, Comte de Salvaterra i Piedrahíta i Senyor de Valdecorneja. Era fill de García Álvarez de Toledo i Carrillo de Toledo, I Duc d'Alba, i de Maria Enríquez de Quiñones i Cossines.
Fadrique va estar sempre molt vinculat als Reis Catòlics, ja que el seu pare havia intervingut activament en 1476 a la batalla de Toro, que donà la victòria a la futura Isabel I de Castella sobre la seva neboda Joana la Beltraneja, i que la seva mare era germanastra de Joana Enríquez i Fernandez de Còrdova (nascuda abans del 1431, casada el 1444), la mare de Ferran II d'Aragó.
El 1475 col·laborà com a mecenes en la construcció de l'Església Parroquial Nostra Senyora del Castell de Macotera com a mostra d'agraïment a diversos soldats locals que col·laboraren en la reconquesta de les terres pertanyents al duc. Participà en la conquesta de Granada, i després, essent ja duc, estigué al capdavant de les tropes que lluitaren contra els francesos al Rosselló el 1503. Quan Ferran el Catòlic, actuant com regent de Castella, es decidí a envair i prendre el Regne de Navarra emparat en una bula del papa Juli II, posà al comandament dels seus exèrcits el duc d'Alba, el qual acomplí en només dues setmanes la missió militar encomanada, degut en gran part que Pamplona era beamontesa (1512), si per ella s'entén que l'objectiu era la conquesta de la part del regne que actualment forma part de l'estat espanyol i no de la seva totalitat. En recompensa fou nomenat capità general d'Andalusia i duc de Huèscar (1513), títol i possessions que incorporà als de la Casa d'Alba. Fou membre del Consell d'Estat amb Carles I de Castella, a qui acompanyà a Alemanya, Flandes i Itàlia, i el qual a més l'atorgà el 1520 la grandesa de l'estat espanyol i el condecorà amb el Toisó d'Or.
Es casà amb Isabel de Zúnyiga (1470 - després del 1520), comtessa de Sevilla, el 1480 del matrimoni dels quals varen néixer cinc fills, dels que García, el primogènit, estava destinat a succeir-lo en la línia dinàstica. Però mort aquest abans que el seu pare no tingué ocasió d'heretar el títol, cosa que feu després Ferran Álvarez de Toledo i Piementel, III duc d'Alba, net de D. Fadrique.
Els seus fills foren:
- Leonor Álvarez de Toledo, casada amb Rodrigo Portocarrero.
- Garcia Álvarez de Toledo y Zúñiga (?-1512), marquès de Còria, casat amb Beatriz Pimentel i tenint:
  - Catalina Álvarez de Toledo y Pimentel, casada amb Diego Enríquez de Velasco, III comte d'Alba de Liste, vidu de la seva tieta Aldonça.
  - Maria Álvarez de Toledo y Pimentel, casada amb el seu cosí Enrique Enríquez de Toledo, IV comte d'Alba de Liste.
  - Fernando Álvarez de Toledo y Pimentel, III duc d'Alba.
- Pedro Álvarez de Toledo y Zúñiga (?-1560), virrei de Nàpols, casat amb Maria Osorio-Pimentel, marquesa de Vilafranca, tenint:
  - Garcia Álvarez de Toledo y Osorio, marquès de Vilafranca i duc de Fernandina, casat amb Vittoria Colonna, filla del duc de Paliano.
  - Leonor Álvarez de Toledo y Pimentel-Osorio (1522-1562), casada amb Cosme I Medici, gran duc de Toscana (1519-1574).
- Aldonça Leonor Álvarez de Toledo y Zúñiga, casada amb Diego Enríquez de Velasco, III comte d'Alba de Liste.